# 范光達
范光達，福建顺昌人，清朝政治人物。贡生出身。
乾隆三十六年署，擔任廣東廣州府永安縣知縣（現紫金縣知縣）。后由舒明阿接任。